# سوسن طهماسبی

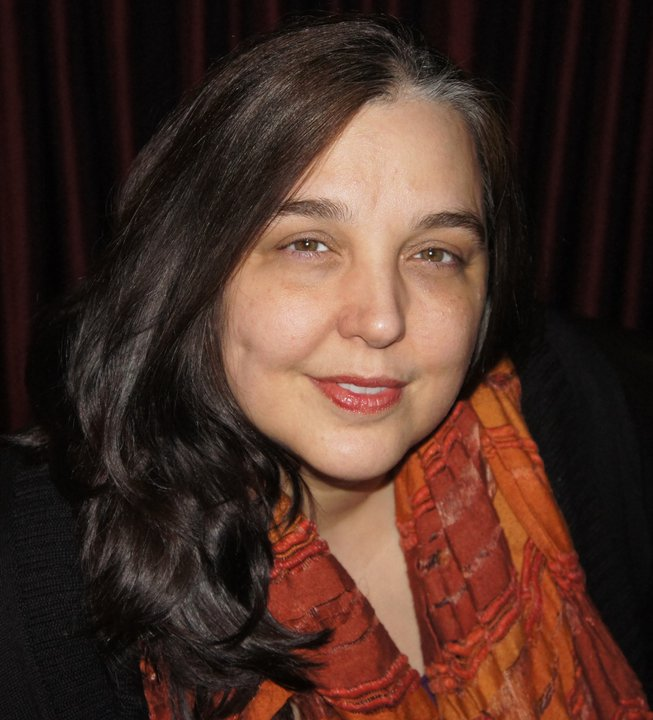
سوسن طهماسبی، فعال مدنی حقوق زنان - ۲۰۲۲

سوسن طهماسبی فعال مدنی و فعال حقوق زنان اهل ایران است. او در سال ۲۰۱۱ لوح افتخار آلیسون دفورژ (Alison Des Forges) را از سازمان دیده بان حقوق بشر دریافت کرد. این لوح برای تقدیر از شجاعت اشخاصی است که زندگی خود را وقف محافظت از شأن و حقوق دیگران می‌کنند.
طهماسبی از بنیان‌گذاران کمپین یک میلیون امضا و از نویسندگان بخش انگلیسی وب‌گاه «تغییر برای برابری» است.او همچنین، از بنیان‌گذاران مرکز آموزش و تحقیقات جامعه مدنی ایران (کنشگران داوطلب) در ایران بوده است؛ و پیش از آن نیز برای بهبود بخشیدن به دسترسی مردم به خدمات بهداشتی و جنسی در مناطق محروم در ایالات متحده فعالیت می‌کرد.